# Czarna Perła

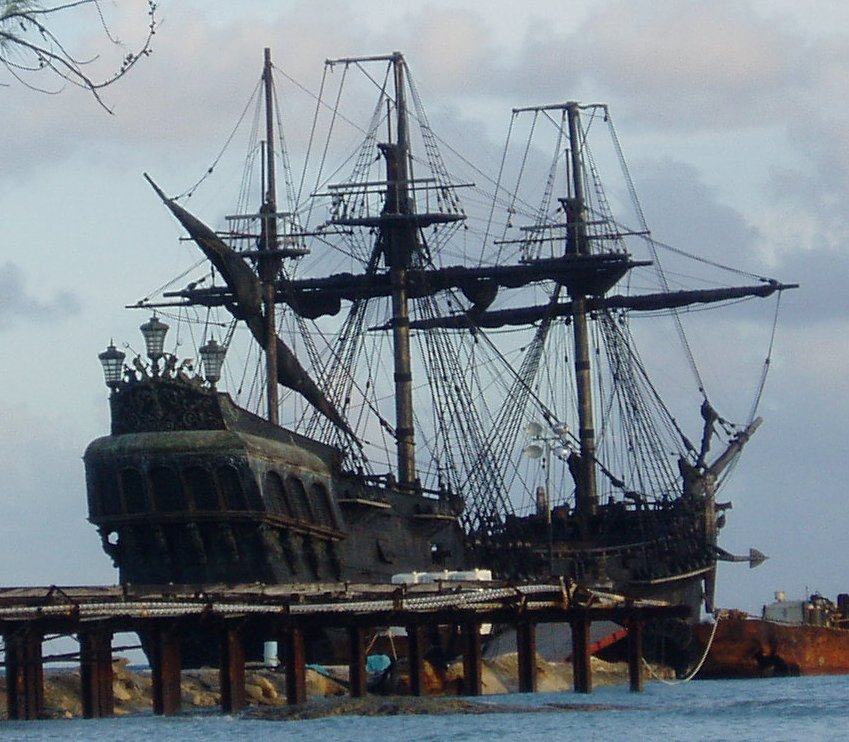
Czarna Perła

Czarna perła (ang. Black Pearl) – wzorowany na galeonie, fikcyjny okręt piracki z XVII wieku, występujący w serii Piraci z Karaibów.

## Służba Beckettowi
Jack Sparrow pracował dla Kompanii Wschodnioindyjskiej przewożąc towary. Gdy Lord Cutler Beckett nakazał mu przewiezienie niewolników, ten wpierw zgodził się, lecz później zdecydował się ich uwolnić. Beckett był wściekły i nakazał spalić jego statek – „Niegodziwą Dziewkę” (ang. „Wicked Wench”), zaś Jacka obwołał piratem i na prawym nadgarstku wypalił mu literę „P”. Sparrow spotkał Davy’ego Jonesa i wynegocjował z kapitanem Latającego Holendra, że wyciągnie mu on jego statek z głębin. Zapłatą miało być 100 lat służby na Latającym Holendrze po 13 latach bycia kapitanem. Jones podniósł statek z dna, a Jack Sparrow przemianował na „Czarną Perłę” i żeglował nim jako pirat.

## Bunt i powrót do dawnego właściciela
Sparrow niedługo żył jako pirat-kapitan. Jego pierwszy oficer Hektor Barbossa dowiedział się od niego o Isla de Muerte i skarbie który tam był. Barbossa wzniecił bunt, porzucił Jacka na bezludnej wyspie i wykorzystywał statek do własnych celów. Przez 10 lat Perła była postrachem Karaibów i ustępowała tylko najpotężniejszym okrętom. Następnie Barbossa zaatakował Port Royal i odpłynął z Elizabeth na wyspę umarłych, sądząc że jest ona córką jednego z byłych członków załogi Czarnej Perły, co umożliwiłoby mu powrót do ludzkiej postaci po odbyciu rytuału z użyciem jej krwi. Tam odkrył, że Elizabeth kłamie i wkrótce spotkał Jacka Sparrowa. Dawny kapitan trafił na wyspę, na której porzucono go za pierwszym razem, lecz dzięki towarzyszącej mu pannie Swann, Sparrow wydostał się wraz ze Śmiałkiem – najpotężniejszym znanym okrętem na Karaibach. Dzięki negocjacjom przeklęta załoga Perły zaatakowała okręt Brytyjski. Po tym, jak Will Turner, syn członka załogi Czarnej Perły, odbył rytuał z użyciem swojej krwi, załoga Czarnej Perły staje się śmiertelna i zostaje pokonana. Jack w końcu ponownie został kapitanem Czarnej Perły.

## Skrzynia Umarlaka
Perła została zaatakowana przez Krakena i po długiej walce została zatopiona i zabrana do Luku Davy’ego Jonesa wraz z Jackiem Sparrowem.

## Na krańcu świata
Perła i jej kapitan byli w pułapce, lecz w końcu okręt trafił do normalnego świata dzięki interwencji wskrzeszonego Barbossy, a następnie udał się do miasta wraków, siedziby Bractwa Piratów. Po konklawe piratów i ogłoszeniu wojny przeciwko Beckettowi, Czarna Perła ostrzeliwała się z Latającym Holendrem. Na Holendrze Sparrow przebił serce Jonesa ręką na pół martwego Williama. Will został kapitanem Holendra i wspólnie z Perłą zniszczył okręt Becketta. Potem Perła trafiła w ręce Barbossy.

## Na nieznanych wodach
W kolejnym filmie okazuje się, że Barbossa stracił ją na rzecz Czarnobrodego. Jack w końcu odzyskał Perłę uwięzioną w butelce na statku Queen Anne’s Revenge kapitana Czarnobrodego.